# Ивано-Петровка (Северо-Казахстанская область)
Ивано-Петровка (каз. Ивано-Петровка) — село в Есильском районе Северо-Казахстанской области Казахстана. Входит в состав Волошинского сельского округа. Код КАТО — 594241200.

## Население
В 1999 году население села составляло 408 человек (202 мужчины и 206 женщин). По данным переписи 2009 года, в селе проживало 355 человек (182 мужчины и 173 женщины).